# LOVE LOVE LOVE/暴風雨來襲
《LOVE LOVE LOVE／暴風雨來襲》是日本樂團DREAMS COME TRUE的第18張單曲。1995年7月24日發行。是日本1990年代電視劇主題曲的代表性歌曲，1995年年度單曲銷售榜冠軍，也是DREAMS COME TRUE迄今為止銷量最高的單曲，最終銷量高達248.8萬張，是Oricon單曲榜史上銷量第10位。
歌曲《LOVE LOVE LOVE》是當年熱門TBS系電視劇《跟我說愛我》的主題曲，而《暴風雨來襲》則是《跟我說愛我》的插入曲。歌曲旋律簡單易記而優美，展現了聾啞人對衝破身體殘障，表達出自己感情的渴望。

## 收錄曲目
1. LOVE LOVE LOVE
  - 作詞：吉田美和；作曲、編曲：中村正人
2. 暴風雨來襲
  - 作詞：吉田美和；作曲、編曲：中村正人